# Hyacinthe-Louis de Quélen
Hyacinthe-Louis de Quélen (Parigi, 8 ottobre 1778 – Parigi, 31 dicembre 1839) è stato un arcivescovo cattolico francese.

## Biografia
Nato a Parigi, Hyacinthe-Louis de Quélen venne educato al Collège de Navarre. Ordinato sacerdote nel 1807, prestò servizio per un anno come vicario generale della diocesi di Saint-Brieuc e divenne quindi segretario del cardinale Joseph Fesch sin quando questi non venne richiamato alla sua diocesi e come tale de Quelen decise di esercitare il proprio ministero ecclesiastico a Saint-Sulpice e negli ospedali militari. Durante la restaurazione borbonica, dal 1814 divenne direttore spirituale delle scuole dell'arcidiocesi di Parigi nonché vicario generale (1817) e coadiutore dell'arcivescovo cardinale de Talleyrand-Périgord. Venne consacrato vescovo per mano di Gabriel Cortois de Pressigny, arcivescovo di Besançon.
Nel 1821, alla morte del cardinale Talleyrand-Périgord, venne nominato arcivescovo di Parigi.
Egli godette del favore di Luigi XVIII e Carlo X ma senza che egli si asservisse al potere politico. Come pari di Francia, egli si oppose alla conversione del debito nazionale. Venne ricevuto quindi nell'Académie française e nel discorso di apertura lodò François-René de Chateaubriand, a quel tempo caduto in disgrazia. Mentre si trovava a benedire la prima pietra della Chapelle Expiatoire egli domandò, invano, un'amnistia per i membri esiliati della Convenzione rivoluzionaria. Nel 1828 si schierò contro la decisione di cacciare dalla Francia i gesuiti e di limitare il numero di sacerdoti.
Nettamente ostile alle idee liberali, fu al centro di violenti moti popolari nel corso della rivoluzione del luglio del 1830, moti che portarono il popolo a saccheggiare la cattedrale e l'arcivescovato, che egli abbandonò.
Egli condusse anche molte cerimonie di carattere sociale come il battesimo del Conte di Parigi o il canto del Te Deum in occasione della vittoria della Francia nelle guerre coloniali d'Africa. Parallelamente si dedicò assiduamente agli incarichi episcopali visitando le parrocchie della sua diocesi, riorganizzando il clero metropolitano. Allo scoppio dell'epidemia del 1832, egli trasformò i seminari in ospedali e personalmente si preoccupò di amministrare i sacramenti ai malati presso l'Hôtel-Dieu, fondando personalmente anche un'opera per gli orfani e i colerosi.
Egli morì poco dopo aver gioito della conversione dell'apostata vescovo di Autun, il principe de Talleyrand. Gustave Delacroix de Ravignan scrisse un elogio in memoria di de Quélen in occasione dei suoi funerali che si svolsero a Notre-Dame, e Louis-Mathieu Molé lo compose per la cerimonia all'Academie française.

## Genealogia episcopale e successione apostolica
La genealogia episcopale è:
- Cardinale Guillaume d'Estouteville, O.S.B.Clun.
- Papa Sisto IV
- Papa Giulio II
- Cardinale Raffaele Sansone Riario
- Papa Leone X
- Papa Paolo III
- Cardinale Francesco Pisani
- Cardinale Alfonso Gesualdo di Conza
- Papa Clemente VIII
- Cardinale Pietro Aldobrandini
- Cardinale Laudivio Zacchia
- Cardinale Antonio Barberini, O.F.M.Cap.
- Cardinale Nicolò Guidi di Bagno
- Arcivescovo François de Harlay de Champvallon
- Cardinale Louis-Antoine de Noailles
- Vescovo Jean-François Salgues de Valderies de Lescure
- Arcivescovo Louis-Jacques Chapt de Rastignac
- Arcivescovo Christophe de Beaumont du Repaire
- Cardinale César-Guillaume de la Luzerne
- Arcivescovo Gabriel Cortois de Pressigny
- Arcivescovo Hyacinthe-Louis de Quélen

La successione apostolica è:
- Vescovo Claude-Madeleine de La Myre-Mory (1820)
- Cardinale Paul-Thérèse-David d'Astros (1820)
- Vescovo Jean-Baptiste Dubois (1820)
- Vescovo Pierre-Alexandre Coupperie, S.M.M. (1820)
- Vescovo Charles-Louis Salmon du Châtelier (1822)
- Vescovo Claude-Jean-Joseph Brulley de La Brunière (1822)
- Vescovo Charles-André-Toussaint-Bruno de Ramond-Lalande (1823)
- Vescovo Jean Brumault de Beauregard (1823)
- Vescovo Claude-Joseph-Judith-François-Xavier de Sagey (1823)
- Vescovo André Molin (1823)
- Arcivescovo André-Etienne-Antoine de Morlhon (1823)
- Vescovo Antoine de Pons de La Grange (1823)
- Vescovo Antoine-Xavier de Neirac (1823)
- Vescovo Jacques-Alexis Jacquemin (1824)
- Vescovo Gilbert-Paul Aragonès d'Orcet (1824)
- Vescovo Louis-Sylvestre de La Châtre (1824)
- Vescovo Jean-Marie-Dominique de Poulpiquet de Brescanvel (1824)
- Vescovo Pierre-Marie Cottret (1824)
- Vescovo François-Hyacinthe-Jean Feutrier (1825)
- Vescovo Jean-François-Étienne Borderies (1827)
- Cardinale Joseph Bernet (1827)
- Vescovo Charles-Jean de la Motte de Broons et de Vauvert (1827)
- Cardinale Louis-François-Auguste de Rohan-Chabot (1829)
- Vescovo Charles de Douhet d'Auzers (1829)
- Arcivescovo Romain-Frédéric Gallard (1831)
- Arcivescovo Louis-Marie-Edmont Blanquart de Bailleul (1833)
- Cardinale Jacques-Marie-Adrien-Césaire Mathieu (1833)
- Vescovo Jean-Louis-Simon Lemercier (1833)
- Vescovo Placide-Bruno Valayer (1833)
- Vescovo Louis-Charles Féron (1834)
- Arcivescovo Paul Naudo (1834)
- Vescovo Pierre-Louis Parisis (1835)
- Vescovo Charles-Thomas Thibault (1835)
- Cardinale Thomas-Marie-Joseph Gousset (1836)
- Vescovo Louis-Jean-Julien Robiou de la Tréhonnais (1836)
- Vescovo Louis-François Robin (1836)
- Vescovo Augustin-Jean Le Tourneur (1837)
- Vescovo François Lacroix (1838)